# クラシカ・ジャパン
株式会社クラシカ・ジャパン（CLASSICA JAPAN）は、2012年4月30日まで存在した東北新社の子会社。本記事では、前記子会社および東北新社が運営し、2020年10月までスカパー!プレミアムサービス及びケーブルテレビ等にて視聴できたクラシック音楽専門チャンネルクラシカ・ジャパンおよび、東北新社が運営していたインターネットテレビ局クラシカ・ジャパン プラスについても記述する。

## 概要
日本唯一のクラシック音楽を専門に放送するチャンネル。ドイツ・CLASSICAが保有する映像ソフトを中心に、毎日24時間、話題のオペラやバレエ、オーケストラから室内楽までのコンサート、音楽ドキュメンタリーなど、選りすぐりのクラシック音楽番組を配信していた。
1997年9月17日、東北新社により株式会社クラシカ・ジャパン設立。
1998年1月、ディレクTVにて開局。同年7月よりスカイパーフェクTV!（現・スカパー!プレミアムサービス）においても放送を開始するとともに、一部ケーブルテレビ局へも配信している。
なお、加入者の減少に伴う業績の低迷のため、株式会社クラシカ・ジャパンは2012年5月に解散し、親会社の東北新社が本チャンネルの事業を承継。同年10月、ハイビジョン放送を開始。
2012年12月1日、スカパー!プレミアムサービス（標準画質）（Ch.736）の放送事業者が東北新社からスカパー・ブロードキャスティングに変更。
2014年5月31日、スカパー!プレミアムサービス（標準画質）（Ch.736）の放送を終了した。
2016年12月1日、スカパー!プレミアムサービスの衛星一般放送事業者がスカパー・ブロードキャスティングからスカパー・エンターテイメントに変更。
2020年10月31日、スカパー!プレミアムサービスやケーブルテレビでのテレビ放送を終了した。同年11月からはインターネットでの動画配信サービス「クラシカ・ジャパン プラス」に移行したが、2021年3月31日で配信を終了した。